# Уолтер, Питер
Питер Уолтер (нем. Peter Walter; род. 4 декабря 1954, Западный Берлин) — американский учёный немецкого происхождения. Труды в основном посвящены молекулярной биологии и биохимии. Лауреат многих престижных премий.
Является членом Национальной академии наук США, Американской академии искусств и наук, Леопольдины и EMBO.
В 1981 году получил степень доктора философии в Рокфеллеровском университете. С 1983 года работает в Калифорнийском университете в Сан-Франциско. Получил известность как исследователь процессов в эндоплазматическом ретикулуме.

## Награды
- Премия Уайли (2005)
- Международная премия Гайрднера (2009)
- Медаль Уилсона (2009)
- Медаль Отто Варбурга[англ.] (2011)
- Премия Пауля Эрлиха и Людвига Дармстедтера[англ.] (2012)
- Премия Эрнста Юнга[англ.] (2013)
- Премия Альберта Ласкера за фундаментальные медицинские исследования (2014)
- Премия Шао (2014)
- Vilcek Prize in Biomedical Science[англ.] (2015)
- Премия за прорыв в области медицины (2018)
- Van Deenen Medal[нем.] (2018)
- BBVA Foundation Frontiers of Knowledge Award (2023)